# Yahto
Yahto est un prénom masculin.

## Sens et origine du prénom
- Prénom masculin d'origine nord-amérindienne [1].
- Prénom qui signifie la couleur, le « bleu ».

## Prénom de personnes célèbres et fréquence
- Prénom peu usité aux États-Unis[2].
- Prénom qui n'a semble-t-il jamais été donné en France[3].